# Mondkapjesaffaire
De mondkapjesaffaire is een Nederlandse affaire waarbij Sywert van Lienden, Bernd Damme en Camille van Gestel beweerden via hun non-profitorganisatie Stichting Hulptroepen Alliantie tegen kostprijs mondkapjes te verkopen aan zorginstellingen en het ministerie van Volksgezondheid, Welzijn en Sport, maar in werkelijkheid winst maakten via hun besloten vennootschap Relief Goods Alliance. De belangrijkste deal – met het ministerie – bedroeg 100 miljoen euro. Ten minste 20 miljoen euro belandde bij de vennootschap, waar de drie de enige aandeelhouders van waren.

## Achtergrond
Aan het begin van de coronapandemie waarschuwde de Wereldgezondheidsorganisatie op 7 februari 2020 voor een tekort aan mondkapjes. Ook in Nederland werd op dat moment een tekort verwacht bij zorginstellingen. Aanvankelijk bleven zorginstellingen echter verantwoordelijk voor hun eigen inkoop. Op 2 maart 2020 sprak de minister voor Medische Zorg Bruno Bruins slechts van een 'eventueel tekort'. Drie dagen later werd echter het Regionaal Overleg Acute Zorgketen belast met de inkoop en verdeling van mondkapjes over ziekenhuizen, maar niet over andere zorginstellingen, zoals de verpleeghuizen. Bij de eerste bestellingen ging dit echter mis, met pogingen tot oplichting en leveren van ondeugdelijke mondkapjes.
Op 23 maart 2020 werd daarom het Landelijk Consortium Hulpmiddelen (LCH) opgericht, waarin overheid, medische instellingen en commerciële bedrijven samenwerken aan inkoop en verdeling van beschermingsmiddelen. Deelnemers aan dit consortium deden dat pro bono en ondertekenden een convenant waarin geheimhouding en werken zonder winstoogmerk waren vastgelegd.

## Inkoop van eerste mondkapjes

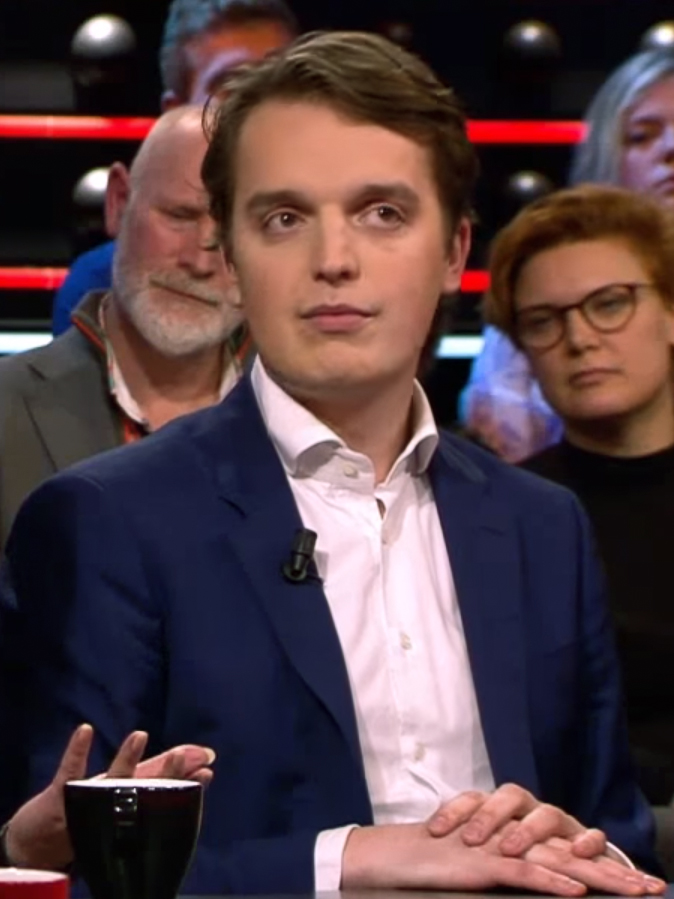
Sywert van Lienden in 2017

Het probleem met de mondkapjes was voor Sywert van Lienden, destijds met ziekteverlof als medewerker bij de Gemeente Amsterdam, reden om zich ook te bemoeien met de inkoop van mondkapjes. Hij kwam hiervoor in contact met ondernemers Bernd Damme en Camille van Gestel. Via Twitter maakte Van Lienden op 20 maart 2020 bekend gezamenlijk mondkapjes te willen inkopen. Via de tweet kwamen zij in contact met Danny Mekić, alsook prins Constantijn, die hen contacten gaf bij een Chinees logistiek bedrijf, en Coolblue-oprichter Pieter Zwart, die vermogen en gebruik van het platform aanbood. Ook kwamen ze in contact met afnemers zoals Buurtzorg en Professionals in NAH, waar Van Lienden toezichthouder was.
Met het voorschot van Professionals in NAH kocht het driemanschap Van Lienden, Damme en Van Gestel het eerste weekend twintigduizend mondkapjes, die op 23 maart in Nederland aankomen. Ook kocht Buurtzorg een half miljoen mondkapjes bij ze in, die pas in delen vanaf 2 april aankomen in Nederland. Door het wegvallen van invoerrechten, btw en onvoorziene kosten, hield het drietal hier 79 duizend euro aan over.
Via de politiek assistent van minister van Volksgezondheid, Welzijn en Sport Hugo de Jonge werd Van Lienden doorverwezen naar het Landelijk Consortium Hulpmiddelen. Van Lienden en Van Gestel waren op 23 maart 2020 aanwezig bij de oprichting van het consortium. Dat zij een eigen webwinkel met Coolblue wilden oprichten voor zorginstellingen – die zou concurreren met het LCH – leidde tot wantrouwen. De volgende dag weigerde het driemanschap zich te voegen bij het consortium.

## Stichting Hulptroepen Alliantie
Na de afwijzing bij het LCH registreerde het drietal de Stichting Hulptroepen Alliantie bij de Kamer van Koophandel. Met vrijwilligers en Coolblue werkten zij aan de voorgenomen webwinkel.

## Mondkapjesdeal met het ministerie
Op 9 april 2020 registreerde het drietal de besloten vennootschap Relief Goods Alliance. De volgende dag, op 10 april 2020, plaatste Van Lienden een reeks kritische tweets over het mondkapjesbeleid, om het VWS te bewegen tot een deal. Naar aanleiding van de tweets nam de politiek assistent van minister De Jonge opnieuw contact op met Van Lienden. Ook verzocht De Jonge de secretaris-generaal van het ministerie van Financiën te komen tot samenwerking met Van Lienden. Dit leidde tot een afspraak van Van Lienden met Martin van Rijn, de nieuw aangetreden minister voor Medische Zorg.
In mei 2021 berichtte de Volkskrant dat Van Lienden en zijn compagnons via een besloten vennootschap (bv) gekoppeld aan de non-profitorganisatie veel geld verdienden aan het doorverkopen van de mondkapjes aan de overheid, hoewel ze publiekelijk verklaarden er zelf niets aan over te houden. De ingekochte mondkapjes met een totale waarde van meer dan 100 miljoen euro zijn hierdoor uiteindelijk nooit gebruikt. Op 3 juni 2021 erkende demissionair minister voor Medische Zorg en Sport, Tamara van Ark, dat de deal volledig was voorgefinancierd.
Volgens het journalistiek platform Follow the Money hield Van Lienden 9 miljoen euro aan de deal over, zijn compagnons elk zo'n 5 miljoen euro. Een aantal directeuren van bedrijven, waaronder Coolblue en Randstad, hadden belangeloos tijd en geld geïnvesteerd en voelden achteraf ongeloof, woede en verbijstering.

## Onderzoek

### Grant Thornton
Grant Thornton werd gevraagd een eerste onderzoek te doen naar de mondkapjesdeal. Tijdens dit onderzoek werden er geen aanwijzingen gevonden van integriteitsschendingen. Volgens Van Ark was dit onderzoek slechts gebaseerd op "een beperkte vraag" en waren er in de loop van de tijd veel extra vragen bij gekomen. Van Ark vond het daarom voorbarig om te concluderen dat er niks mis was met de deal.

### Deloitte
Na het eerste onderzoek werd Deloitte Forensic & Dispute Services gevraagd om vervolgvragen op te stellen. In november 2021 werd bekend dat tijdens het onderzoek een notitieboek, met daarin persoonlijke aantekeningen van een van de onderzoekers, was kwijtgeraakt. Een "anoniem persoon" had het in zijn bezit, maar vooralsnog niet teruggegeven. De vinder heeft wel melding van de vondst gemaakt bij onderzoeksbureau Deloitte. Volgens Paul Blokhuis (staatssecretaris van Volksgezondheid, Welzijn en Sport) was er sprake van een datalek, dat is gemeld bij de Autoriteit Persoonsgegevens. Blokhuis was geïrriteerd door de gang van zaken en de vertraging die het onderzoek opnieuw had ondervonden. Het onderzoek zou aanvankelijk voor de zomervakantie van 2021 gereed zijn, maar werd meerdere keren uitgesteld vanwege de omvang van het onderzoek en problemen vanwege privacybezwaren.

## Aangifte en arrestatie
Advocaat Peter Plasman kondigde op 14 oktober 2021 aan dat hij aangifte namens twaalf vrijwilligers van Stichting Hulptroepen Alliantie zou gaan doen tegen Van Lienden en zijn beide compagnons wegens oplichting. Ze vonden dat hij het geld moest teruggeven aan de belastingbetaler. Op 22 december deed Plasman, namens Randstad, aangifte bij het Openbaar Ministerie (OM) in Amsterdam. Randstad leverde in 2020 kosteloos vijftien medewerkers aan het non-profitinitiatief, onder meer om logistieke diensten te verlenen.
De fiscale inlichtingen- en opsporingsdienst (FIOD) arresteerde Van Lienden en zijn twee zakenpartners op 28 februari 2022, nadat het OM eerder die dag bekend had gemaakt een strafrechtelijk onderzoek te doen naar de mondkapjesdeal van Stichting Hulptroepen Alliantie en de drie daarbij betrokken natuurlijke personen, waaronder Van Lienden. Op 2 maart 2022 werden Van Lienden en zijn compagnons na verhoor vrijgelaten.
Op 28 april 2022 werden de twee resterende bestuurders van de stichting Van Lienden en Damme door de rechter geschorst als bestuurders. Een dag later legde het OM beslag op de rekeningen van de bestuurders met een totale waarde van 11,5 miljoen euro. De verdenkingen werden ook uitgebreid met verduistering.
Het nieuwe bestuur van de stichting maakte op 13 april 2023 bekend 21,5 miljoen euro van de mondkapjesdeal en 350.000 euro gedeclareerde advocaatkosten terug te gaan vorderen bij de oud-bestuurders Van Lienden, Damme en Van Gestel. In deze civiele procedure oordeelde de Rechtbank Amsterdam in februari 2025 dat de stichting een schadevergoeding van 20,7 miljoen euro krijgt, al moet de precieze hoogte nog bepaald worden. In deze zaak had de Staat ook geld teruggevorderd, maar die vordering wees de rechter af. De Staat had vooraf meer controles en onderzoek moeten doen en ze wist dat ze zakendeed met een commerciële partij.